# Xã Leroy, Quận Bradford, Pennsylvania
Xã Leroy (tiếng Anh: Leroy Township) là một xã thuộc quận Bradford, tiểu bang Pennsylvania, Hoa Kỳ. Năm 2010, dân số của xã này là 718 người.